# HD 186302
La estrella HD 186302 ubicada en RA 19h 49 '06,43 ″ DEC -70 ° 11′ 16,70 ″, con una magnitud aparente de 8,4, reside dentro de la constelación de Pavo a una distancia de aproximadamente 184 años luz del sistema solar. En noviembre de 2018, HD 186302 se determinó como la segunda estrella identificada como hermana solar, esta es particularmente parecida al Sol, el mismo espectro G2, prácticamente la misma masa, con un espectro que revela una metalicidad idéntica. La estrella es de secuencia principal. La estrella tiene aproximadamente la misma edad, metalicidad, abundancia química e incluso proporciones de isótopos de carbono que el Sol.
La primera estrella identificada como hermana solar en mayo de 2014, HD 162826, dentro de Hércules es una estrella de secuencia principal tipo F algo más caliente que el Sol, con una masa 15 % mayor.
La estrella fue identificada por investigadores del proyecto AMBRE ellos están trabajando arduamente para descubrir la antigua familia del Sol. El proyecto AMBRE es una colaboración entre ESO y el Observatorio de la Costa Azul, AMBRE utiliza una serie de espectrógrafos, junto con datos de la misión GAIA de la ESA, para identificar las edades, la abundancia química y los movimientos de las estrellas en la Vía Láctea. Gracias a este extenso conjunto de datos, los investigadores del Instituto de Astrofísica y Ciências do Espaço (AI) en Portugal pudieron sondear 17 000 estrellas diferentes.
En una campaña de seguimiento, el equipo planea usar los espectrógrafos ESPRESSO y HARPS de ESO para escanear la estrella en busca de planetas en órbita.